# Bobo's in the Bush
Bobo's in the Bush is een reality-serie uitgezonden door Yorin in 2003 en 2004 en RTL 5 in 2005. Het werd gepresenteerd door Matthias Scholten in 2003 en 2004 en Manuëla Kemp in 2005.

## Format
Een groep min of meer bekende Nederlanders moeten zien te overleven in een jungle. Hier moeten ze ook opdrachten doen die geld voor een goed doel opleveren. Elke aflevering stemt de groep één van hen weg, totdat er één winnaar overblijft.

## Deelnemers in volgorde van afvallen

### Eerste serie - Borneo (20 maart 2003 – 27 juni 2003)
1. Danny Rook, winnaar
2. Horace Cohen
3. Peggy Jane de Schepper
4. Mari Carmen Oudendijk
5. Sabine Koning
6. Sander Janson
7. Christine van der Horst
8. Jimmy Geduld
9. Inge Ipenburg
10. Henk Bres

### Tweede serie - Borneo (8 maart 2004 – 3 juli 2004)
1. Anouk van Nes, winnaar
2. Robert Schoemacher
3. Mental Theo
4. Micky Hoogendijk
5. Chris Tates
6. Sander Foppele
7. Cindy Pielstroom
8. Henk Schiffmacher
9. Xandra Brood
10. Bonnie St. Claire

### Derde serie - Brazilië en Argentinië (7 maart 2005 – 16 mei 2005)
1. Ferri Somogyi, winnaar
2. Jessica Gal
3. Ruud Benard
4. Jody Bernal
5. Lizelotte van Dijk
6. Fajah Lourens
7. Valerie Zwikker
8. Jacques Herb
9. Menno Köhler
10. Viola Holt